# 杜喬林
杜喬林（？—？），字君遷，號梅梁，直隸松江府華亭縣（今上海市松江區）人，明朝政治人物，萬曆丙辰進士，官至浙江右布政使。

## 生平
萬曆三十七年（1609年）己酉科舉人，四十四年（1616年）丙辰科進士，除刑部主事，四十七年升浙江司郎中，出任浙江湖州府知府，平定太湖大盜，奏功當升職，當地人民挽留道：「府君活我，奈何舍我去？」巡撫上奏朝廷，天啓三年加按察使司副使，仍知府事。秩滿，遷浙江水利副使，丁父憂去職。守喪期滿，天啓七年起補福建屯鹽道副使，崇祯二年轉右參政，三年遷山西按察使，四年升浙江右布政使，分巡溫、處。到官六日，海寇劉香來攻，三戰皆捷，劉香逃遁。崇祯六年病歸，卒葬二里涇。

## 家族
曾祖杜良輔。祖父杜如玉。父杜若芳，以儒行著稱。有子杜麟徵。

## 其他
與張鼐、李凌雲、莫天洪、杜十遠並稱“曇花五子”。